# Gródki (Płośnica)
Gródki (deutsch Grodtken) ist ein Dorf in der polnischen Woiwodschaft Ermland-Masuren. Es gehört zur Gmina Płośnica (Landgemeinde Heinrichsdorf) im Powiat Działdowski (Kreis Soldau).

## Geographische Lage
Gródki liegt 1,5 Kilometer nördlich des Flüsschens Soldau (polnisch Działdówka, wie hier der Abschnitt der Wkra heißt) im Südwesten der Woiwodschaft Ermland-Masuren, 30 Kilometer südwestlich der früheren Kreisstadt Neidenburg (polnisch Nidzica) bzw. neun Kilometer westlich der jetzigen Kreismetropole Działdowo (deutsch Soldau i. Ostpr.).

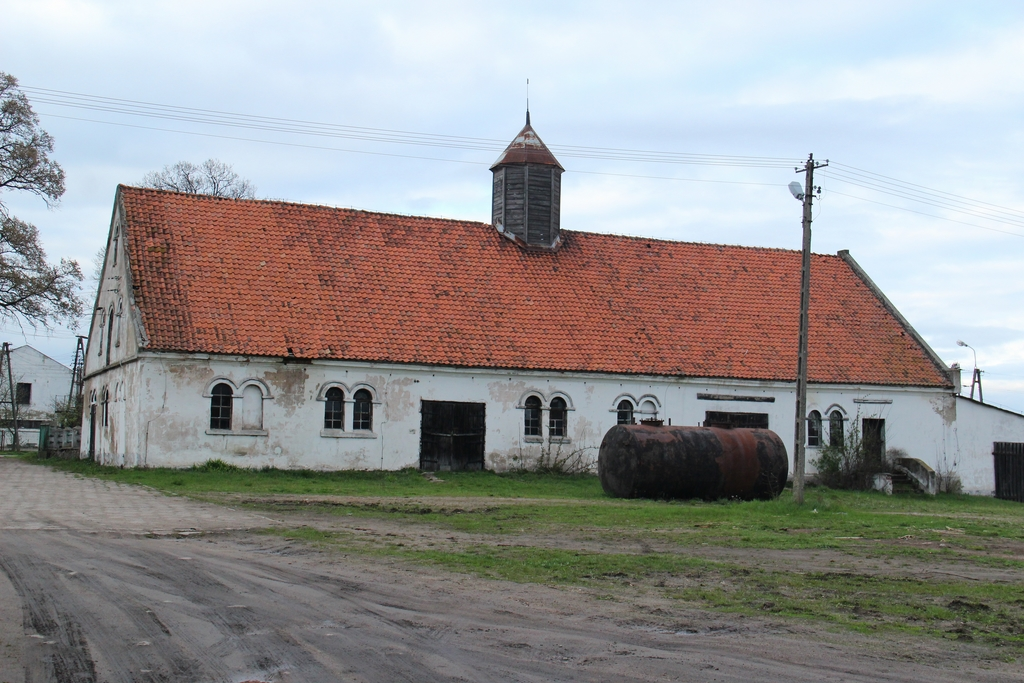
Pferdestall von 1845 in Gródki

|  |

## Geschichte

### Ortsgeschichte
Der vor 1785 Grottken, auch Grondtken genannte Ort wurde 1437 erstmals erwähnt. 1874 wurde er Amtsdorf und damit namensgebend für einen Amtsbezirk im ostpreußischen Kreis Neidenburg. Das Dorf Grodtken zählte 58 Einwohner im Jahre 1910, das Gut Grodtken im gleichen Jahr 265 Einwohner.
Im Soldauer Gebiet gelegen musste der Amtsbezirk Grodtken am 10. Januar 1920 gemäß Versailler Vertrag an Polen abgetreten werden. Die Dörfer wurden in die neugebildete Landgemeinde Płośnica eingegliedert, wobei Grodtken der Gemeinde Przellenk (polnisch Przełęk) zugeordnet wurde. Die Landgemeinde Płośnica kam 1939 zum Deutschen Reich und erhielt ihren angestammten Namen „Heinrichsdorf“ zurück, aus der 1940 der Amtsbezirk Heinrichsdorf entstand.
Fünf Jahre später kam das gesamte südliche Ostpreußen zu Polen. Aus Grodtken wurde wieder Gródki, und heute gehört das Dorf als Ortschaft zum Verbund der Gmina Płośnica (Landgemeinde Henrichsdorf) im Powiat Działdowski (Kreis Soldau), bis 1998 der Woiwodschaft Ciechanów, seither der Woiwodschaft Ermland-Masuren zugehörig. Im Jahre 2011 zählte Gródki 613 Einwohner.

### Amtsbezirk Grodtken (1874–1920)
Zum Amtsbezirk Grodtken gehörten in der Zeit seines Bestehens vier Kommunen:
| Deutscher Name  | Polnischer Name |
| --------------- | --------------- |
| Grodtken, LG    |                 |
| Grodtken, GB    | Gródki          |
| Groß Przellenk  | Przełęk         |
| Klein Przellenk | Przełęk Mały    |

Als die Gemeinden (die Landgemeinde Grodtken war inzwischen mit dem Gutsbezirk vereinigt) 1939 wieder deutsch wurden, waren sie alle in der Landgemeinde Przellenk (Przełęk) eingemeindet und hatten ihre Selbständigkeit verloren.

## Kirche

### Evangelisch
Sowohl die Landgemeinde als auch der Gutsbezirk Grodtken gehörte bis 1920 zur evangelischen Kirche Heinrichsdorf (Kreis Neidenburg) in der Kirchenprovinz Ostpreußen der Kirche der Altpreußischen Union, die danach zur Diözese Działdowo der Unierten Evangelischen Kirche in Polen gehörte. Nach 1727 bestand in Grodtken selbst eine Kirche, die jedoch 1739 einging. Heute ist das Dorf zur evangelischen Erlöserkirche in Działdowo mit der Jesuskirche in Lidzbark (Lautenburg)in der Diözese Masuren der Evangelisch-Augsburgischen Kirche in Polen hin orientiert.

### Römisch-katholisch
Römisch-katholischerseits war Grodtken vor 1945 in die Pfarrei Groß Lensk (polnisch Wielki Łęck) mit der Filialkirche in Przellenk (polnisch Przełęk). Heute Ist das Dorf Gródki der St.-Barbara-Pfarrei in Płośnica im Bistum Toruń zugeordnet.

## Verkehr
Gródki liegt an der verkehrsreichen Woiwodschaftsstraße 544, die die drei Woiwodschaften Kujawien-Pommern, Ermland-Masuren und Masowien miteinander verbindet. Lokalstraßen führen aus dem nördlichen Gemeindegebiet sowie aus der Woiwodschaft Masowien im Süden nach Gródki. Eine Anbindung an den Bahnverkehr besteht nicht.